# Stryper
Stryper – amerykańska grupa muzyczna wykonująca chrześcijański glam metal i cięższe odmiany rocka. Powstała w 1983 roku w hrabstwie Orange (Kalifornia). Zespół początkowo występował pod nazwą Roxx Regime, jednak szybko zmienił repertuar na zawierający wyznania wiary, co skutkowało również zmianą nazwy na Stryper. Nazwa została zaczerpnięta z księgi Izajasza 53:5 – Biblii króla Jakuba, natomiast perkusista grupy rozwinął ją później jako akronim słów salvation through redemption, yielding peace, encouragement and righteousness („zbawienie przez odkupienie, uzyskanie pokoju, chęci i sprawiedliwości”).

## Dyskografia

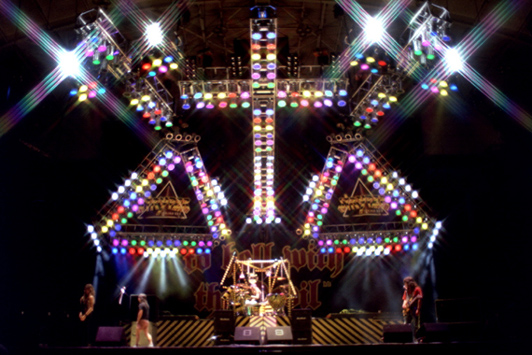
Stryper podczas koncertu trasy To Hell with the Devil w 1986 roku

### Albumy studyjne
- The Yellow and Black Attack (1984)[1][2] (reedycja z dwoma dodatkowymi utworami 1986)[2]
- Soldiers Under Command (1985)[2]
- To Hell with the Devil (1986)[1][2]
- In God We Trust[1] (1988)[2]
- Against the Law[1](1990)[2]
- Reborn (2005)[2]
- Murder by Pride (2009)[2]
- The Covering (2011)[2]
- Second Coming (2013)[2]
- No More Hell to Pay (2013)[2]
- Fallen (2015)[2]
- God Damn Evil (2018)[2]

### Albumy koncertowe
- 7 Weeks: Live in America, 2003 (2004)[2]
- Extended Versions (2006)
- Live at the Whisky (2014)[2]

### Kompilacje
- Can't Stop the Rock (1991)[2]
- 7: The Best of Stryper (2003)[2]
- The Roxx Regime Demos (2007)[2]

## Single
- Reason for the Season (1985)
- Together As One (1985)

1. Together As One
2. Soldiers Under Command

- Reach Out (1985)

1. Reach Out
2. Together As One

- Free/Calling On You (1986)

1. Free
2. Calling on You
3. The Rock that Makes Me Roll

- Honestly (1987)
- Always There for You (1988)

1. Always There for You
2. In God We Trust
3. Soldiers Under Command (Live In Japan)

- I Believe In You (1988)

1. I Believe In You
2. Together Forever (Live In Japan)

- Keep The Fire Burning (1988)

1. The World of You and I
2. You Know What to Do (Live In Japan)

- Shining Star (1990)

1. Shining Star
2. Rock the Hell out of You

## DVD
| Data wydania     | Tytuł                              | Wydawca                                              | Nagrody        |
| February 8, 1986 | Stryper Live in Japan              | Enigma Records                                       | Gold, Platinum |
| November 1, 1988 | In the Beginning                   | Enigma Records                                       | Gold           |
| 2000             | Stryper Expo 2000                  | Planet Rapture Productions                           |                |
| 2001             | Stryper Expo 2001                  | Planet Rapture Productions                           |                |
| April, 2006      | Greatest Hits: Live in Puerto Rico | Fifty Three Five Records Creative Worx Entertainment |                |

## Inne
- Sweet Family Music: A Tribute to Stryper (1996)
- Oficjalna strona zespołu Stryper